# Kāfir
Kāfir (in arabo كافر‎?; plurale كَافِرُونَ, kāfirūna o كفّار, kuffār o كَفَرَة, kafarah; femminile كافرة, kāfirah; femminile plurale كافرات, kāfirāt o كوافر, kawāfir) è un termine arabo che significa "infedele", "chi rifiuta", "miscredente", "non credente", "non musulmano". Derivante dalla radice K-F-R ovvero "coprire", il termine si riferisce ad una persona che rifiuta o non crede in Allah o nei dettami dell'Islam, negando il dominio e l'autorità di Allah. La parola viene spesso usata in modi diversi all'interno del Corano, principalmente con il significato di "ingratitudine" verso Allah. Storicamente, gli studiosi islamici sono concordi nel considerare un politeista come kāfir, ma spesso dissentono sull'applicazione propria del termine ai musulmani che hanno commesso un grave peccato e agli Ahl al-Kitab. Nel periodo moderno, kāfir è spesso usato come un termine dispregiativo, in particolare dai movimenti islamisti. Kāfir è spesso usato in maniera intercambiabile con mushrik (مشرك‎, coloro che commettono politeismo), un altro tipo di trasgressore religioso frequentemente menzionato nel Corano e in altre opere islamiche.
L'atto di chiamare kafir un altro musulmano autoproclamato è noto come takfir, una pratica che è stata condannata ma anche impiegata in polemiche teologiche e politiche nel corso dei secoli. Un Dhimmī o Muʿāhid è uno storico termine per non musulmani che vivono in uno Stato islamico con protezione legale.470 I Dhimmī erano esenti da alcuni doveri assegnati specificamente ai musulmani se pagavano la tassa elettorale (jizya), ma erano altrimenti uguali secondo le leggi di proprietà, contratto e obbligo. Ebrei e cristiani dovevano pagare la "jizyah" mentre altri, a seconda delle diverse sentenze dei quattro Madhhab, potevano essere tenuti ad accettare l'Islam, pagare la jizya, essere esiliati o essere uccisi. La persona che nega l'esistenza di un creatore viene chiamata dahriya. Nel 2019, Nahdlatul Ulama, la più grande organizzazione islamica indipendente del mondo con sede in Indonesia, ha emesso un proclama in cui esortava i musulmani ad astenersi dall'usare la parola "kafir" per riferirsi a non musulmani, perché il termine è sia offensivo che percepito come "teologicamente violento".
Da Kāfir derivano anche il termine Cafro, utilizzato dai coloni europei del Sudafrica per indicare genericamente le popolazioni nere, e il nome antico (Kafiristan) della regione afgana del Nurestan.

## Etimologia
La parola kāfir è il participio attivo della radice K-F-R. Come termine pre-islamico, descriveva i contadini che coprivano di terra i semi nei campi e la parola, in una delle sue applicazioni nel Corano, assume lo stesso significato di contadino. Dal momento che gli agricoltori coprono i semi con il suolo mentre seminano, la parola kāfir indica una persona che nasconde o copre. Ideologicamente, i poeti islamici personificano l'oscurità nel kâfir, probabilmente un residuo dell'utilizzo pre-islamico o mitologico. Il nome impiegato per indicare l'"incredulità", la "blasfemia", l'"empietà" piuttosto che la persona che non crede, è kufr.
I termini ebraici kipper and kofer condividono la stessa radice di kāfir, ovvero כִּפֵּר, o K-F-R.Kipper ha diversi significati tra cui "negare", "espiare", "coprire", "purga", "raffigurare" o "trasferire". Gli ultimi due coinvolgono il kofer ovvero il "riscatto". Kipper e kofer sono spesso usati insieme nell'ebraismo per indicare il trasferimento da parte di Yahweh della colpa dalle parti innocenti usando quelle colpevoli come riscatto. Kipper è presente anche nel nome dello Yom Kippur, letteralmente "Giorno dell'espiazione".

## Uso
La pratica di dichiarare un altro musulmano come Kāfir è la takfir. Kufr (incredulità) e shirk (idolatria) sono usati nel Corano e spesso in maniera intercambiabile dai musulmani. Secondo gli studiosi salafiti, Kufr è la "negazione della Verità" rivelata e shirk indica gli atti devoti di "venerazione di qualsiasi cosa oltre ad Allah" o "la venerazione di idoli e altri esseri creati". Di conseguenza un mushrik potrebbe pregare altre cose riconoscendo comunque Allah.

## Corano
La distinzione tra coloro che credono nei dettami dell'Islam e quelli che non lo seguono è una di quelle essenziali all'interno del Corano. Kāfir e il suo plurale kuffaar vengono usati direttamente 134 volte nel Corano, il suo nome verbale kufr 37 volte e i verbi affini a Kāfir sono usati circa 250 volte.
Estendendo il significato di base della radice, ovvero "coprire", il termine è presente nel Corano nei sensi di ignorare/fallire nel conoscere e di respingere/essere ingrato. Il significato di "miscredenza", divenuto prioritario, mantiene tutte queste connotazioni in ogni suo utilizzo nel Corano. Nel discorso coranico, il termine caratterizza tutte le cose che sono inaccettabili e offensive nei confronti di Allah. Il significato più importante di kufr nel Corano è "ingratitudine", il rifiuto volontario di riconoscere o apprezzare i benefici che Allah dona all'umanità, inclusi i chiari segni e le scritture rivelate.
Secondo la E. J. Brill's First Encyclopaedia of Islam, 1913–1936, Volume 4, il termine è stato applicato inizialmente nel Corano e per i miscredenti meccani che si sforzavano di "rifiutare e ingiuriare il Profeta". Veniva raccomandato un atteggiamento paziente nei confronti del Kāfir da parte dei musulmani; in seguito, agli islamici venne ordinato di allontanarsi dai miscredenti e di difendersi dai loro attacchi e prendere anche l'offensiva. La maggior parte dei passaggi nel Corano in riferimento ai miscredenti in generale parla del loro destino nel giorno del giudizio e la loro condanna nel Jahannam.
Secondo Marilyn Waldman, nel corso della lettura del Corano (dai primi versetti rivelati agli ultimi), il significato dietro la parola Kāfir non cambia ma "progredisce" e accumula vari significati. Come le visioni del Profeta Maometto sui suoi nemici cambiano, il suo uso di Kāfir "subisce uno sviluppo". Kāfir passa dall'essere una delle descrizioni degli oppositori di Maometto a quella principale. In seguito Kāfir diventa sempre più collegato con shirk e, verso la fine del Corano, Kāfir inizia a significare anche il gruppo di persone che devono essere combattute dai mu'minīn (credenti).

## Tipologie di non credenti

### Ahl al-kitab
Lo status di ahl al-kitab (la gente del Libro), in particolare ebrei e cristiani, con rispetto alle nozioni islamiche di miscredenza non è chiaro. Charles Adams scrive che il Corano rimprovera la gente del Libro chiamandole kufr per aver rifiutato il messaggio di Maometto quando avrebbero dovuto essere i primi ad accettarlo essendo possessori delle prime rivelazioni, e sgrida i cristiani per aver trascurato la prova dell'unicità di Dio. Il versetto coranico 5:73 ("Sono certamente miscredenti [kafara] quelli che dicono: “In verità Allah è il terzo di tre”. Mentre non c'è dio all'infuori del Dio Unico!"), assieme ad altri versetti, è stato tradizionalmente interpretato nell'Islam come il rifiuto della Trinità cristiana, sebbene gli studiosi moderni abbiano suggerito delle interpretazioni alternative. Altri versetti coranici negano fermamente la divinità di Gesù, figlio di Maria, e rimproverano le persone che hanno trattato Gesù allo stesso livello di Allah comportandosi da miscredenti che saranno dannati al castigo eterno nell'inferno. Mentre non riconosce Gesù come figlio di Dio o Dio stesso, il Corano lo rispetta come Profeta e messaggero di Dio. Alcuni pensatori musulmani come Mohamed Talbi hanno considerato le rappresentazioni più estreme dei dogmi della Trinità e la divinità di Gesù all'interno del Corano(5:19, 5:75-76,) come formule non cristiane respinte dalla Chiesa.
Cyril Glasse critica l'utilizzo di kafirun (pl. di Kāfir) per descrivere i cristiani come "uso libero". Secondo l'Encyclopedia of Islam, nella giurisprudenza islamica tradizionale, gli ahl al-kitab sono "visti di solito come più clementi rispetto agli altri kuffar (pl. di Kāfir)".
Storicamente, la gente del Libro risiedente in modo permanente sotto il governo islamico riceveva lo status speciale di dhimmi, mentre coloro che visitano le terre musulmane otteneva uno status diverso noto come musta'min.

### Mushrikun
Mushrikun (pl. di mushrik) sono coloro che praticano lo shirk, che significa letteralmente "associazione" e si riferisce all'accettazione di altri dei o divinità oltre ad Allah. Il termine è spesso tradotto come "politeismo". Il Corano fa una distinzione tra i mushrikun e la ahl al-kitab, riservando il primo termine ai veneratori di idoli, sebbene i commentatori classici hanno considerato la dottrina cristiana come una forma di shirk. Lo Shirk è la peggiore miscredenza ed è identificato nel Corano come l'unico peccato che Allah non perdona.
Le accuse di shirk sono state molto frequenti nelle polemiche religione all'interno dell'Islam. Quindi, nei primi dibattiti islamici sul libero arbitrio e la teodicea, i teologi sunniti accusavano gli avversari mutaziliti di shirk, incolpandoli di attribuire all'uomo poteri creativi comparabili a quelli di Allah. I teologi del mutazilismo, a loro volta, accusavano i sunniti di shirk sulla base del fatto che, secondo la loro dottrina, un atto umano volontario è il risultato di una "associazione" tra Dio, che crea l'atto, e l'individuo che se ne appropria eseguendolo.
Nella giurisprudenza classica, la tolleranza religiosa da parte dell'Islam veniva applicata solo alla Gente del Libro, mentre i mushrikun, in base al versetto della spada, venivano posti davanti alla scelta di convertirsi all'Islam e il combattere fino alla morte, che poteva essere sostituita dalla schiavitù.
La designazione di ahl al-kitab e lo status di dhimmi erano estesi anche ai membri delle religioni non monoteistiche dei popoli conquistati dagli arabi, come l'induismo. In seguito alla distruzione dei principali tempi hindu durante le conquiste musulmane nell'Asia meridionale, gli induisti e i musulmani del subcontinente condividettero un certo numero di pratiche religiose popolari e credenze, come la venerazione dei santi sufi e la venerazione nei santuari hindu.

### Peccatori
Nei primi secoli dell'Islam, i giuristi discutevano sull'idea che un musulmano avrebbe potuto commettere un peccato così grande da poter diventare kāfir. La parte più tollerante (quella del Murdji'a) sosteneva che anche coloro che avevano commesso un peccato grave (kabira) erano ancora credenti e "il loro destino era stato affidato ad Allah". La parte più rigida (quella di Kharidji Ibadis, discendente dei kharigiti) affermava che ogni musulmano che moriva senza essersi pentito dei propri peccati era da considerarsi kāfir. Tra le due versioni, i mutaziliti credevano nell'esistenza di uno status tra il credente e il miscredente chiamato "rifiutato" o fasiq.

### Takfir
I kharigiti sostenevano che il musulmano autoproclamato che aveva peccato e "aveva fallito nel pentirsi si era ipso facto escluso dalla comunità, ed era quindi un kāfir" (una pratica nota come takfir), ma la maggior parte dei sunniti consideravano tale posizione troppo estrema e dichiararono i kharigiti come Kāfir, seguendo l'ḥadīth che dichiarava: "Se un musulmano accusa un compagno musulmano con il kufr, è lui stesso un kāfir se l'accusa dovesse rivelarsi falsa."

### Murtad
Un altro gruppo "distinto dalla massa di kāfirūna" è quello dei murtad, o apostati ex-musulmani, che sono considerati come rinnegati e traditori. La loro punizione tradizionale è la morte, anche se, secondo alcuni studiosi, abiurano il loro abbandono dell'Islam.

### Mu'ahid/dhimmi
I non musulmani che vivono sotto la protezione di uno stato islamico sono detti dhimmi o mu'ahid.

## Tipologie di non credenza
La dottrina e il credo islamico sunnita è spesso riassunto nei sei articoli di fede, di cui i primi cinque sono menzionati insieme nel Corano nel versetto 2:285.
1. La fede in Dio (Allah), l'unico degno di tutto il culto (tawḥīd).
2. La fede negli angeli (malāʾika).
3. Fede nei libri sacri (Kutub) inviati da Allah[62]
4. La fede in tutti i Messaggeri (rusul) inviati da Allah
5. La fede nel Giorno del Giudizio (Yawm al-Dīn, o Yawm al-qiyāma) e nella risurrezione
6. La fede nel destino (qadar) parte della vita.

Secondo lo studioso salafita Muhammad Taqi-ud-Din al-Hilali, "kufr è praticamente la miscredenza in qualsiasi articolo di Fede". Al-Hilali elenca anche diversi tipi di miscredenza:
- Kufr-at-Takdhib: miscredenza nella verità divina o la negazione di qualunque articolo di fede[63]
- Kufr-al-iba wat-takabbur ma'at-Tasdiq: rifiuto di sottomissione ai comandamenti di Allah dopo la convinzione della loro verità[64]
- Kufr-ash-Shakk waz-Zann: dubbio o mancanza di convinzione nei sei articoli di fede[65]
- Kufr-al-I'raadh: l'allontanarsi dalla verità in maniera consapevole o deviando dagli ovvi segni che Allah ha rivelato[66]
- Kufr-an-Nifaaq: miscredenza ipocrita[67]

La miscredenza minore o Kufran-Ni'mah indica l'ingratitudine delle benedizioni e dei favori di Allah.
Secondo un'altra fonte, ovvero una parafrasi del Tafsir da parte di Ibn Kathir, esistono otto tipologie di Al-Kufr al-Akbar (miscredenza maggiore): alcune sono le stesse descritte da Al-Hilali (Kufr-al-I'rad, Kufr-an-Nifaaq) mentre altre sono differenti.
1. Kufrul-'Inaad: Miscredenza dovuta a testardaggine. Si applica a qualcuno che conosce la Verità e ammette di conoscerla con la sua lingua, ma rifiuta di accettarla e si astiene dal fare una dichiarazione. Secondo il Corano, tali miscredenti sono destinati all'inferno.[69]
2. Kufrul-Inkaar: Miscredenza per negazione. Si applica a qualcuno che nega col cuore e con la lingua i favori di Allah nonostante li riconosca.[70]
3. Kufrul-Juhood: Miscredenza per rifiuto. Si applica a qualcuno che riconosce la verità nel suo cuore ma la rifiuta con la sua lingua. Questo tipo di kufr è applicabile a coloro che si dichiarano musulmano ma rifiutano qualsiasi norma accettata e necessaria dell'Islam come la ṣalā e la Zakat. Allah dice nel Corano che hanno negato i segni divini anche con il cuore per via della loro arroganza.[71]
4. Kufrul-Nifaaq: Miscredenza per ipocrisia. Si applica a qualcuno che finge di essere un credente ma nasconde la sua miscredenza. Questa persone viene chiamata munafiq o semplicemente ipocrita. Nel Corano, Allah riserva agli ipocriti le profondità dell'inferno e nessuno potrà aiutarli.[72]
5. Kufrul-Kurh: Miscrendenza per il disprezzo di qualunque comandamento di Allah, il quale afferma che la perdizione è stata consegnata a coloro che miscredono e che Lui renderà vane le loro azioni. Questo perché sono avversi a ciò che Allah ha rivelato.[73]
6. Kufrul-Istihzaha: Miscredenza dovuta a presa in giro e derisione di Allah, dei Suoi segni del suo messaggero[74]
7. Kufrul-I'raadh: Miscredenza dovuta all'evitamento. Si applica a coloro che voltano le spalle alla verità e la evitano. Nel Corano, Allah considera più ingiusto chi viene ricordato dei Suoi segni ma poi si allontana da essi, dimenticando ciò che ha mandato avanti (per il Giorno del Giudizio).[75]
8. Kufrul-Istibdaal: Miscredenza causata dal tentativo di sostituire le leggi di Allah con quelle create dall'uomo.[76][77]

### Ignoranza
In Islam, la jāhiliyya (l'ignoranza) si riferisce al periodo dell'Arabia prima dell'avvento dell'Islam.

## Storia del suo utilizzo

### Nel senso proprio
Durante l'espansione dell'Islam, la parola Kāfir veniva usata per definire tutti i pagani e qualunque miscredente nei confronti della fede musulmana. Storicamente, l'atteggiamento verso i miscredenti verso l'Islam era determinato più dalle condizioni socio-politiche piuttosto che dalla dottrina religiosa. Una tolleranza verso i miscredenti "impossibile da immaginare nella cristianità contemporanea" prevalse anche nel periodo delle Crociate, in particolare con rispetto verso la Gente del Libro. Tuttavia, l'animosità venne alimentata dalle lotte non ripetute contro i miscredenti, e dalla guerra tra la Persia dei Safavidi e la Turchia ottomana riguardante l'applicazione del termine Kāfir anche ai persiani nella fatwā turca. Durante l'era del colonialismo europeo, il declino politico dell'Islam ostacolò un'organizzata azione degli stati contro la pressione delle nazioni occidentali, e il conseguente senso di impotenza contribuì all'aumento dell'odio contro i miscredenti e delle sue manifestazioni periodiche, come i massacri.
Tuttavia, vi era una forte violenza religiosa in India tra musulmani e non musulmani durante il Sultanato di Delhi e l'Impero Mughal (prima del declino politico dell'Islam). Nelle loro memorie sulle invasioni islamiche, la schiavitù e i saccheggi, molti storici musulmani dell'Asia meridionale hanno usato il termine Kāfir per riferirsi agli induisti, ai buddisti, sikh e giainisti. Raziuddin Aquil afferma che "i non musulmani venivano spesso condannati come Kāfir, nella letteratura indiana islamica del medioevo, incluse le cronache di corte, testi sufi e composizioni letterarie" e venivano emanate delle fatwa che giustificavano la persecuzione dei non islamici.
Le relazioni tra ebrei e musulmani nel mondo arabo e l'uso della parola Kāfir erano tanto eque tanto complicate, e nel corso del XX secolo i problemi riguardante Kāfira sono aumentati durante il conflitto israelo-palestinese.
Nel 2019, la Nahdlatul Ulama, la più grande organizzazione islamica indipendente al mondo con sede a Giacarta in Indonesia, ha emesso un proclama dove è stato richiesto ai musulmani di astenersi dall'utilizzare la parola Kāfir per riferirsi ai non islamici, nell'interesse di promuovere la tolleranza religiosa e la coesistenza pacifica.

#### Genitori di Maometto
Un ḥadīth in cui Maometto afferma che suo padre era all'inferno è diventato una fonte di disaccordo riguardo allo status dei genitori del Profeta. Nei secoli, gli studiosi sunniti hanno disconosciuto questo racconto nonostante la sua presenza nella raccolta Ṣaḥīḥ Muslim. Era passato attraverso una singola catena di trasmissione per tre generazioni, e di conseguenza la sua autenticità non veniva considerata abbastanza certa da ricevere un consenso teologico secondo cui le persone morte prima di essere raggiunte da un messaggio profetico —come nel caso del padre di Maometto— non possono essere ritenute responsabili del non averlo abbracciato. Allo stesso modo, gli studiosi sciiti considerano i genitori di Maometto in paradiso.

### Altri usi

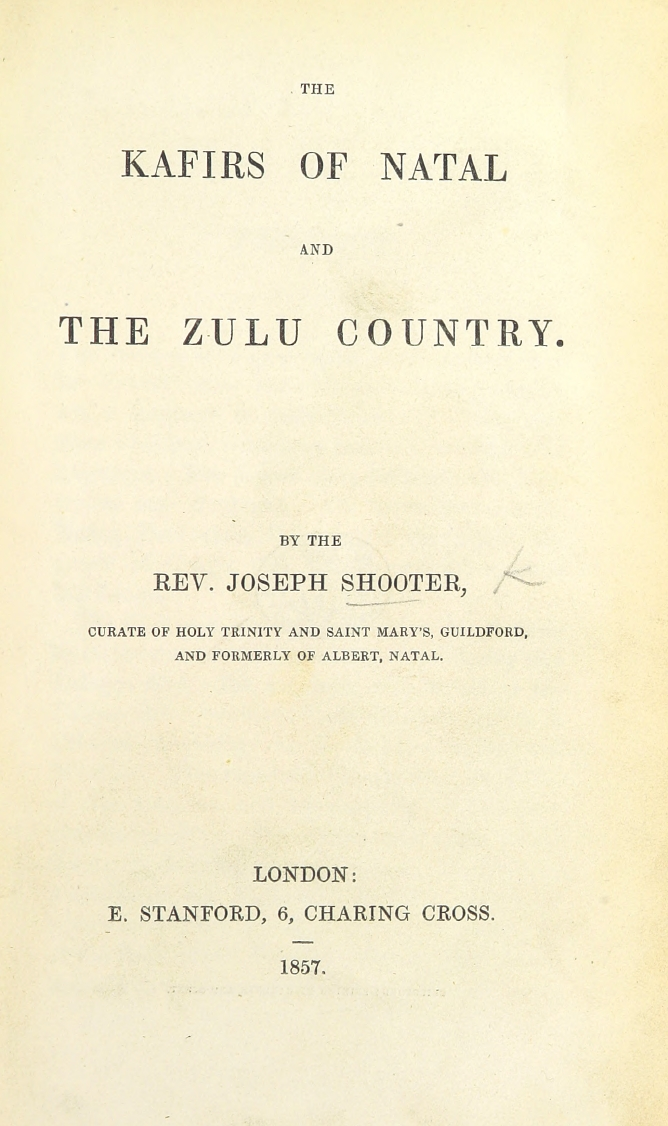
The Kafirs of Natal and the Zulu Country del Rev. Joseph Shooter.

Nel XV secolo, la parola Kāfir era usata dai musulmani in Africa per riferirsi ai nativi non islamici. Molti di questi kuffār furono schiavizzati venduti ai mercanti europei e asiatici, principalmente dal Portogallo, che all'epoca avevano stabilito degli avamposti commerciali lungo le coste dell'Africa occidentale. Questi commercianti europei adottarono Kāfir e i suoi derivati.
Alcuni dei primi esempi dell'uso europeo della parola possono essere trovate nel libro The Principal Navigations, Voyages, Traffiques and Discoveries of the English Nation (1589) del geografo inglese Richard Hakluyt. Nel volume 4, Hakluyt scrisse: "chiamarli Cafars e Gawars, che significa, infedeli o miscredenti". Il volume 9 si riferisce agli schiavi (chiamati Cafari) e agli abitanti dell'Etiopia (dove gli arabi facevano piccole spedizion e commerciavano con i Cafari) attraverso due nomi diversi ma simili. La parola è anche usata in riferimento alle coste dell'Africa come land of Cafraria ("Terra di Cafraria"). L'esploratore del XVI secolo Leo Africanus descrive i Cafri come "negri", e una delle cinque popolazioni principali dell'Africa. Identificò la loro patria geografica come situata nella remota Africa meridionale, un'area che designò come Cafraria.
Nel tardo XIX secolo, la parola è stata usata in giornali e libri in lingua inglese. Una delle navi della Union-Castle Line operative sulla costa sudafricana era stata nominata SS Kāfir. All'inizio del XX secolo, nel suo libro The Essential Kafir, Dudley Kidd scrisse che la parola Kāfir era usata per tutte le tribù sudafricane dalla carnagione scura. Di conseguenza, in molte parti del Sud Africa, Kāfir divenne un sinonimo di "nativo". Attualmente nell'Africa meridionale, la parola Kāfir è vista come un insulto razzista, usato in modo peggiorativo od offensivo contro i neri.
I nuristani erano formalmente conosciuti come kāfir del Kāfiristān (l'attuale Nurestan) prima dell'islamizzazione dell'Afghanistan. Inoltre, il loro nome nativo era Kapir ma, a causa dell'assenza del fonema "P" in arabo, venivano chiamati per pura coincidenza Kāfir, che era sbagliato ma allo stesso tempo corretto poiché erano politeisti e alcuni enoteisti.
Il popolo Kalash situato nell'area sud ovest del Chitral nell'HIndu Kush pakistano sono chiamati kāfir dalla popolazione musulmana locale.
Il brano Kafir della band technical death metal Nile, tratto dal loro sesto album Those Whom the Gods Detest, ha come tematica i comportamenti violenti che gli estremisti islamici hanno nei confronti dei kāfir.